# Keizerlijk Gerechtshof te Den Haag
Het Keizerlijk Gerechtshof te Den Haag was van 1811 tot en met 1813 de hoogste juridische instantie in de Nederland. Dit nadat het land bij keizerlijk decreet van Napoleon Bonaparte van 9 juli 1810 bij het Eerste Franse Keizerrijk was ingelijfd. Het keizerrijk telde 35 gerechtshoven, waaronder Den Haag voor de noordelijke departementen, en Brussel voor onder meer Limburg, Zeeland en Brabant. Voor cassatie moest men naar het Hof van Cassatie te Parijs

## Oprichting
Het Keizerlijk Gerechtshof in Den Haag treedt eerst op 1 maart 1811 in werking, wanneer de nieuwe rechterlijke organisatie in de Hollandse departementen op Franse voet is gerealiseerd. 

Cornelis Felix van Maanen die president zal worden van het Keizerlijk Hof, en de Belg Frans Jozef Beyts die benoemd wordt tot procureur-generaal, zijn belast met de invoering van de nieuwe rechterlijke organisatie en het voorstellen van kandidaten voor de functies in de rechtscolleges. Alle gewestelijke hoven, plaatselijke schepenbanken en andere rechtscolleges worden opgeheven.
Het Keizerlijk Hof in Den Haag houdt zijn zittingen in het Oude Hof, nu het Paleis Noordeinde.

In 1812 worden de Rechtbanken voor Koophandel geïnstalleerd.

## Samenstelling van het Hof
Als president wordt Van Maanen geassisteerd door vier kamerpresidenten, te weten Jan Lodewijk Farjon, Boudewijn Donker Curtius, Alexander Wilhelmus Josephus Joannes van Hugenpoth tot Aerdt en Arnoldus van Gennep (1776-1846). In totaal bestaat het Hof uit 35 raadsheren en een griffier, en maximaal 8 raadsheren-auditeur. Het parket bestaat uit een procureur-generaal, vier advocaten-generaal (w.o. T.C. de Bordes, J.W.H. Conrady, J.C. van de Kasteele en A.W. Philipse en negen substituten. In de korte tijd van haar bestaan heeft het Hof drie procureurs-generaal gekend, allen Franstaligen, te weten de Belgen Josephus Franciscus Beyts en Jean Baptist de Burck die wordt opgevolgd door de Fransman C.F.J.C. Jacquinot.

## Het einde
Op 17 november 1813 vluchten de Fransen na de nederlaag van Napoleon bij de Volkerenslag bij Leipzig Nederland uit en wordt het herstel van de onafhankelijkheid uitgeroepen door Gijsbert Karel van Hogendorp. Niet veel later landt de Prins van Oranje in Scheveningen. Op 1 december besluit het Algemeen Bestuur over de rechterlijke organisatie. Het Keizerlijk Gerechtshof wordt ontbonden en omgezet in een Hoog Gerechtshof der Vereenigde Nederlanden. De procureur-generaal Jacquinot keert terug naar Frankrijk, omdat alle buitenlanders uit hun functie worden ontslagen.